# Flogopita
La flogopita es un mineral del grupo de los silicatos, subgrupo filosilicatos y dentro de ellos pertenece a las micas. Es frecuente encontrarlo en paquetes de láminas de color castaño, a veces de grandes dimensiones.
Su nombre procede del griego "phlogopos", que significa fuego, en alusión a su color.
Es el extremo con magnesio de una serie de solución sólida de micas, con el otro extremo la biotita. Algunos de los minerales intermedios de esta serie son fluorflogopita (rica en flúor), eastonita y hendricksita (rica en cinc). Por ello a veces recibe el sinónimo de mica magnésica.

## Ambiente de formación
La flogopita es un mineral de origen típico neumatolítico. Aparece generalmente en calizas y dolomías granudas, en pizarras cristalinas afectadas por metamorfismo de contacto y algunas serpentinitas.
Es también común en las kimberlitas, donde forma grandes láminas, así como en pegmatitas de rocas ultramáficas.
La flogopita es un miembro del grupo de las micas muy extendido, que se observa especialmente en mármoles dolomíticos (ricos en magnesio) asociado con espinela, diópsido, hornblenda, granates y minerales del grupo de las condritas.

## Localización, extracción y uso
Los principales yacimientos de flogopita se encuentran en Ontario and Quebec (Canadá), en Rusia y en numerosas localizaciones de Europa. En España se encuentra en finas escamas en gneises de Santiago de Compostela (La Coruña), así como en el mármol negro-azulado de la Sierra de Aracena (Huelva).
Se usa industrialmente en láminas como aislante eléctrico en dispositivos específico, como por ejemplo el aislante que llevan las bujías del automóvil. Su capacidad como aislante es superior a la de otras micas. También se usa molido en polvo como material de carga.